# GnuTLS
GnuTLS（/ˈɡnuː ˌtiː ˌɛl ˈɛs/，來自英語：的縮寫），一個開放原始碼的軟體函式庫套件，支援SSL與TLS協定與DTLS協定。它提供了一系列應用程式介面（API），提供利用網路傳輸層進行安全通訊的服務，此外，它也支援X.509，OpenPGP，PKCS 12等其他結構。這個軟體專案最早屬於GNU計劃，但在2012年12月之後，因為其維護者對自由軟體基金會的若干政策不滿，這個專案與GNU計劃分開。